# Richard Meale
Richard Graham Meale (ur. 24 sierpnia 1932 w Sydney, zm. 23 listopada 2009) – australijski kompozytor.

## Życiorys
W latach 1946–1955 studiował w New South Wales State Conservatorium of Music w Sydney, gdzie uczył się teorii oraz gry na fortepianie, harfie i klarnecie. W zakresie kompozycji był samoukiem. W 1960 roku uzyskał stypendium przyznawane przez Ford Foundation i wyjechał na Uniwersytet Kalifornijski w Los Angeles, gdzie studiował muzykę Dalekiego Wschodu. Od 1963 do 1969 roku był pracownikiem Australian Broadcasting Corporation. W latach 1969–1988 wykładał na University of Adelaide. Był propagatorem muzyki współczesnej, poprowadził australijską prapremierę Pierrot lunaire Arnolda Schönberga, a także wielu utworów Messiaena, Nona, Castiglioniego i Bouleza.
Kawaler Orderu Imperium Brytyjskiego (1971), został też odznaczony Orderem Australii (1985). W 1989 roku otrzymał nagrodę Australian Creative Fellowship.

## Twórczość
Należał do czołowych australijskich kompozytorów współczesnych. W swojej twórczości wykorzystywał elementy kultury muzycznej Dalekiego Wschodu, zarówno w warstwie melodycznej, jak i w sposobie kształtowania większości utworów.

## Wybrane kompozycje
(na podstawie materiałów źródłowych)

### Utwory orkiestrowe
- Koncert fletowy (1959)
- Sinfonia na fortepian na 4 ręce i orkiestrę smyczkową (1959)
- Homage to García Lorca na podwójną orkiestrę smyczkową (1964)
- Images (Nagauta) (1966)
- Nocturnes na wibrafon, harfę, czelestę i orkiestrę 1967)
- Very High Kings (1968)
- Clouds Now and Then (1969)
- Soon It Will Die (1969)
- Variations (1970)
- Evocations na obój, orkiestrę kameralną i skrzypce obbligato (1973)
- Viridian (1979)
- Symfonia (1994)

### Utwory kameralne
- Rapsodia na skrzypce i fortepian (1952)
- Kwintet na obój i smyczki (1952)
- Rapsodia na wiolonczelę i fortepian (1953)
- Sonata na róg i fortepian (1954)
- Sonata na flet solo (1957)
- Divertimento na trio fortepianowe (1959)
- Sonata na flet i fortepian (1960)
- Las Alborados na flet, skrzypce, róg i fortepian (1963)
- Intersections na flet, altówkę, wibrafon i fortepian (1965)
- Cyphers na flet, altówkę, wibrafon i fortepian (1965)
- Interiors/Exteriors na 2 fortepiany i 3 perkusje (1970)
- Kwintet dęty (1970)
- Incredible Floridas (Homage to Arthur Rimbaud) na flet, klarnet, skrzypce, wiolonczelę, fortepian i perkusję (1971)
- Plateau na kwintet dęty (1971)
- 3 kwartety smyczkowe (I 1975, II 1980, III 1995)

### Utwory fortepianowe
- Sonatina patetica (1957)
- Orenda (1959)
- Coruscations (1971)

### Opery
- Voss (1979–1986, wyst. Adelajda 1986)
- Mer de Glace (1986–1991, wyst. Sydney 1991)